# Universidade dos Andes (Venezuela)
A Universidade dos Andes (ULA) é uma universidade pública e autônoma localizada nos andes venezuelanos com sua sede principal e reitorado na cidade de Mérida. Fundada pelo clero como casa de estudos em 29 de março de 1785, elevada depois a seminário e finalmente reconhecida como Universidade em 21 de setembro de 1810 pelo decreto expedido pela Junta Governativa da província da Coroa de Espanha.
É uma das principais universidades de Venezuela pela quantidade de estudantes que alberga, por seu nível acadêmico e por seus contribuições em investigações que têm contribuído ao estudo e desenvolvimento das ciências. A universidade tem como propósito fortalecer a formação integral iniciada nos ciclos de educação primária e secundária, além de formar equipes profissionais e técnicos necessários para o desenvolvimento e progresso de Venezuela.
A universidade é composta por 11 faculdades localizadas no Núcleo Mérida (na cidade de Mérida), uma extensão universitária em Tovar e núcleos universitários localizados nas cidades de San Cristóbal, Trujillo e El Vigía.
Segundo um recente estudo bibliométrico do espanhol Conselho Superior de Investigações Científicas, a ULA localiza-se na mais alta posição (número 1) entre melhores universidades de Venezuela, e no posto número 27 na América Latina.

## História
29 de março é dia de constituição do Real Colégio Seminário de San Buenaventura de Mérida. Fundada em 1785 pelo Bispo de Mérida, Fray Juan Ramos de Lora, a instituição agora chamada Universidade dos Andes, celebra seu nascimento. Sua criação se oficializou em 9 de junho do mesmo ano quando o Rei Carlos III de Espanha reconheceu a fundação feita pelo Monsenhor. Assinado em documento em 18 de junho de 1806 e depois em 6 de outubro de 1807 devido ao extravio do documento da data anterior, concedeu-se ao Seminário de San Buenaventura, a potestade ou faculdade de outorgar os graus maiores e menores em: Filosofia, Teologia e Cânones.
Em 21 de setembro de 1810, por Decreto expedido pela junta governativa da província, funda-se a primeira Universidade Republicana de Latinoamérica com o nome de Real Universidade de San Buenaventura de Mérida dos Caballeros, concedendo assim ao Seminário a graça de Universidade com todos os privilégios da Universidade Central de Venezuela em Caracas e com a faculdade para expedir diplomas em todos os graus maiores e menores em Filosofia, Medicina, Direito Civil e Canônico e em Teologia". Decreto que foi confirmado depois por Simón Bolívar em 1813.
Até 1832 foi uma instituição de caráter eclesiástico, começando sua secularização por Decreto do Governo Nacional presidido naquele tempo pelo General José Antonio Páez para depois converter em uma instituição pública, e adotar o nome o qual tem mantido até a atualidade, exceto em um período entre 1904 e 1905 no qual se lhe designou com o de Universidade Ocidental.
Sede central dos escritórios administrativos da Universidade de Ande-los.
A Universidade dos Andes é a segunda universidade em ordem cronológica na Venezuela, o que a converte em uma das mais importantes da história deste país. Entre suas faculdades a mais antiga é a de Direito, cujo primeiro grau outorgou-se em 1808, mas consta no Arquivo Universitário que já se ditava classe de Direito Civil Romano para 1798. Faculdades como Medicina, inaugurada em 1805 e Farmácia em 1807, foram faculdades que reabriram 1928 depois de ser fechadas pelo Governo do General Cipriano Castro em 1906. Depois em 1843, inicia-se a Cátedra de Engenharia Civil, 1939 foi organizada como faculdade de Odontologia a antiga Escola de Dentistería, em 1948 se abre a escola de Engenharia Florestal, em 1950 a Escola de Bioanálise, adjunta à Faculdade de Farmácia; já no final da década dos 50 se creia em 1955 a Escola de Letras, a Escola de História e a Escola de Humanidades que passa a ser faculdade em 1958 junto com a criação da Faculdade de Economia. Em 1961 cria-se Arquitetura e mais tarde em 1963 a Escola de Engenharia Elétrica; em 1967 a Faculdade Experimental de Ciências, a Escola de Enfermaria e o Núcleo do Táchira. Em 1971 instituiu-se a Escola de Engenharia Mecânica, Química e de Sistemas, já em 1972 o Núcleo de Trujillo e a Escola de Nutrição e Dietética. E por último em 2007 por unanimidade de votos o Conselho Universitário decidiu a criação do Núcleo do Vigía.
Na atualidade a Universidade dos Andes tem sedes em três estados de Venezuela dando estudos nas áreas de Ciências Básicas, Engenharia, Arquitetura e Tecnologia, Ciências do Agro e do Mar, Ciências da Saúde, Ciências da Educação, Ciências Sociais, Humanidades, Letras e Artes.
A Universidade dos Andes atualmente encontra-se situada entre 5 mil universidades do mundo de número 37 em difusão acadêmica via site, graças em parte ao lugar Saber-ULA; 2 também no site se pode encontrar localizada entre as primeiras 60 em rankings de universidades com respeito a qualidade e quantidade de artigos, relatórios e outro tipo de documentos acadêmicos,3 e entre as primeiras 1000 de nosso planeta de forma geral.
Mantém convênios com as principais casas dos estudos a nível internacional, tais como a Universidade de Cambridge, Oxford, Salamanca, Princeton, a Nacional Autónoma de México, Pontificia Universidade Javeriana de Colômbia, Universidade de Pamplona também em Colômbia, Harvard, Universidade Carlos III de Madri, Universidades francesas e a Universidade de Teerão.

## Reitores ou Autoridades Universitárias
| - Fray Juan Ramos De Lora (1782-1790) | - Pedro Juan Arellano (1858-1862) | - Manuel Antonio Pulido Méndez (1937-1941) |

*Final oficial de Periodo Rectoral